# Гринкасл (Донегол)
Гринкасл (англ. Greencastle; ирл. An Caisleán Nua) — деревня в Ирландии, находится в графстве Донегол (провинция Ольстер).

## Демография

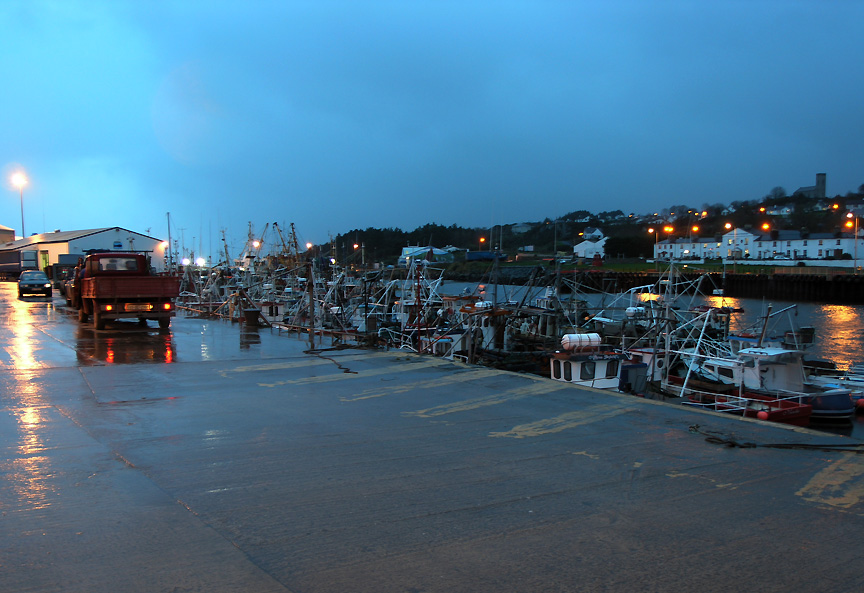

Население — 530 человек (по переписи 2006 года). В 2002 году население было 570 человек.
Данные переписи 2006 года:
| Общие демографические показатели |               |                               |                               |      |      |
| Всё население                    | Всё население | Изменения населения 2002—2006 | Изменения населения 2002—2006 | 2006 | 2006 |
| 2002                             | 2006          | чел.                          | %                             | муж. | жен. |
| 570                              | 530           | −40                           | −7                            | 279  | 251  |